# Galguduud
Galguduud (Arabisch: غالغدود , Ghālghudūd. Ook: Galgaduud, Galgadud) is een regio (gobolka) in Centraal-Somalië. De hoofdstad is Dhuusa Marreeb; de grootste stad en belangrijkste handelscentrum is Abudwak. De regio Galguduud grenst in het westen aan Ethiopië en in het oosten aan de Indische Oceaan. De regio Galguduud grenst in het westen aan Mudug, en in het zuiden aan de regio's Hiiraan en Shabeellaha Dhexe. In de regio wordt het mineraal sepioliet gewonnen.
De regio Galguduud is onderverdeeld in 5 districten:
- het district Adado, met de districtshoofdstad Adado (ook Cadaado genoemd);
- het district Abudwak, met de districtshoofdstad Abudwak (ook Cabudwaaq genoemd);
- het district Ceel Buur, met de districtshoofdstad Ceel Buur (ook El Bur genoemd);
- het district Ceel Dheer, met de districtshoofdstad Ceel Dheer (ook El Der genoemd);
- het district Dhusamarreeb, met de districtshoofdstad Dhusamarreeb.

Deze indeling dateert uit 1985, dus van voor de Somalische burgeroorlog. Tijdens de "Somalia National Peace Conference" in Djibouti in april-mei 2000 werd in de slotverklaring voorgesteld de administratieve indeling van Somalië te wijzigen. Galguduud werd daarbij opgedeeld in 6 districten in plaats van vijf. Het district Galhareeri kwam erbij. Het is niet duidelijk of dit district ooit daadwerkelijk is opgericht en administratieve structuren heeft gekregen. Dit is onwaarschijnlijk, want de burgeroorlog (en Somalië's bestaan als een failed state) duurde tot eind 2012. In de periode 1991 - 2012 werden op diverse plaatsen in Somalië nieuwe regio's en districten opgericht en de grenzen ervan gewijzigd. Maar omdat er geen centraal gezag was om zulke wijzigingen te bekrachtigen hebben zij geen formele status. Vaak zijn er ook geen landkaarten beschikbaar van deze onofficiële regio's en districten, of hooguit schetsmatig. Daarom wordt onder andere op Wikipedia de laatste formele indeling, uit 1985, gebruikt. Ook de Verenigde Naties houden deze indeling aan.
Eind 2012 kreeg Somalië weer een centrale regering die o.a. als taak heeft om uiterlijk eind 2016 een federaal staatsbestel op te zetten met deelstaten. Op dat moment zou een nieuwe, formele regionale indeling van Somalië van kracht kunnen worden.
Sinds 2006 behoren delen van Galguduud en van de naastgelegen regio Mudug tot de niet-erkende autonome regio Galmudug die op 14 augustus van dat jaar werd uitgeroepen. (De naam Galmudug is een samentrekking van Galguduud en Mudug). Galmudug streeft niet naar onafhankelijkheid, maar het bestuur van Galmudug probeert wel of het in het -nog op te rechten- federale bestel van Somalië als een van de deelstaten kan worden erkend.